# Раджбари
Раджбари (бенг. রাজবাড়ী) — город и муниципалитет на западе Бангладеш, административный центр одноимённого округа. Муниципалитет был основан в 1923 году. Площадь города равна 12,14 км². По данным переписи 2001 года, в городе проживало 48 014 человек, из которых мужчины составляли 50,54 %, женщины — соответственно 49,46 %. Плотность населения равнялась 3955 чел. на 1 км². Уровень грамотности взрослого населения составлял 54,2 % (при среднем по Бангладеш показателе 43,1 %). Большинство жителей города исповедуют индуизм.